# Ittre
Ittre (tiếng Hà Lan: Itter)là một đô thị ở tỉnh Walloon Brabant. Tại thời điểm ngày 1 tháng 1 năm 2006 Ittre có dân số 6.064 người. Tổng diện tích là 34,92 km² với mật độ dân số là 174 người trên mỗi km².